# Arion ponsi
Arion ponsi és una espècie de mol·lusc gasteròpode pulmonat de la família Arionidae. Aquest tàxon forma part d'un grup d'espècies molt semblants entre elles (l'anomenat complex d'Arion subfuscus, format per Arion iratii, Arion lizarrustii, Arion molinae i Arion gilvus), i que són distribuïdes pels Pirineus i la franja costanera oriental de la península Ibèrica.

## Distribució i hàbitat
És endèmica de Menorca (Espanya). Ha estat trobada sempre associada a zones boscoses amb predomini d'alzines (Quercus ilex). A Menorca, els boscos d'alzines es desenvolupen preferentment a zones amb sòls poc profunds i ben constituïts, tant a zones planes no excessivament seques com a zones més profundes o barrancs, inclús a les zones menys altes i rocoses alguns puigs de l'illa.

## Descripció
L'exemplar viu més gran mesurat presentava una longitud de 65,9 mm i una amplària de 9,6 mm. La coloració és molt variable: ataronjada o beix, amb les corresponents tonalitats intermèdies. Els tubercles dèrmics són relativament gruixuts. En les zones laterals de l'escut i la zona posterior del cos apareixen dues bandes fosques, més amples en la zona posterior, on poden estar més o menys desdibuixades. La banda dreta situada a l'escut passa per sobre de l'orifici respiratori. Sobre les línies més fosques apareixen unes bandes més clares, també de color ataronjat o beix, que delimiten la zona superior del cos, més fosca i amb unes taques fosques més o menys definides i fusionades. La meitat inferior de la zona posterior del cos és més fosca que la meitat inferior de l'escut. La meitat inferior de l'orla del peu també és de color ataronjat o beix i presenta unes línies transversals de color fosc. Els tentacles són d'un color gris fosc. La sola és de color beix lleugerament grisenc. El mucus és transparent.
El caràcter que permet diferenciar els exemplars trobats a Menorca de les tres espècies peninsulars és la menor longitud de l'epifal·lus en relació amb el conducte deferent. l'Epifal·lus desemboca a l'atri genital en el mateix pla que l'oviducte lliure i el canal de l'espermateca, o formant un angle més o menys oblic.